# Castelo de Beja
O Castelo de Beja, no Alentejo, ergue-se sobre a cidade, município e distrito de Beja, em Portugal.
O Castelo de Beja está classificado como Monumento Nacional desde 1910.

## História

### Antecedentes
Embora a primitiva ocupação humana do seu sítio remonte à pré-história e esteja mencionada nos escritos de Ptolomeu e de Políbio, em meados do século II a.C., a sua fortificação data da Invasão romana da Península Ibérica, plausivelmente, devido à importância adquirida no cenário regional. Foi este o local escolhido por Júlio César para formalizar a paz com os Lusitanos (49 d.C.), após o que passou a denominar-se Pax Julia, vindo a sediar uma das três jurisdições romanas da Lusitânia. Acredita-se que os muros de defesa romanos remontem algures entre o século III e o século IV.
Essa relevância económica e estratégica de Beja manteve-se à época dos Suevos, dos Visigodos, bem como sob a ocupação Muçulmana.

### O castelo medieval
À época da Reconquista cristã da Península Ibérica, Beja foi inicialmente conquistada pelas forças de D. Afonso Henriques (1112-1185) em 1159, para ser abandonada quatro meses mais tarde. Foi reconquistada de assalto-surpresa, por uma expedição de populares vindos de Santarém, em princípios de Dezembro de 1162.
Nos anos que se seguiram, posteriormente à derrota daquele soberano no cerco de Badajoz (1169), o cavaleiro Gonçalo Mendes da Maia - o Lidador, já nonagenário, perdeu a vida na defesa das muralhas de Beja. Dada a falta de informações sobre o período posterior a essa data, os estudiosos acreditam que a grande ofensiva almóada de Iacube Almançor (1191) até ao rio Tejo, após ter reconquistado Silves, terá compreendido, também, a reconquista de Beja, permanecendo em poder dos cristãos apenas Évora, em todo o Alentejo. Supõe-se ainda que a povoação teria retornado a mãos portuguesas apenas entre 1232 e 1234, época em que as vizinhas Moura, Serpa e Aljustrel, documentadamente, também retornaram.

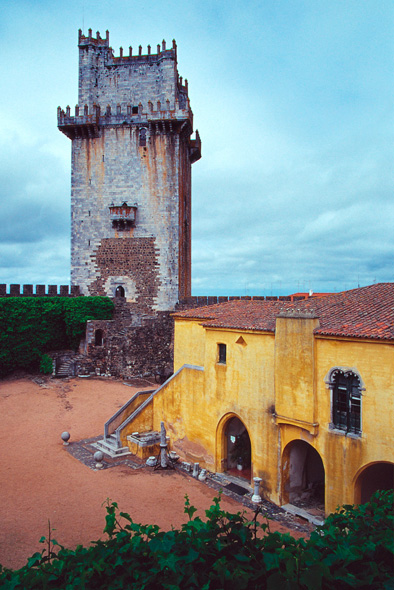
Castelo de Beja: aspecto da praça de armas

A primeira restauração dos muros de Beja data do reinado de D. Afonso III (1248-79), que as fez iniciar a partir de 1253, custeados, ao longo de dez anos, por dois terços dos dízimos cobrados pelas igrejas de Beja. No ano seguinte (1254), a povoação recebeu o seu foral nos mesmos termos do de Santarém, confirmado em 1291 no reinado de seu filho, D. Dinis (1279-1325). Este, por sua vez, prosseguiu as obras de reconstrução, reforçando e ampliando as muralhas e torres (1307) e iniciou a construção da torre de menagem (1310).
A povoação e seu castelo apoiaram o Mestre de Avis no contexto da Crise de 1383–1385, tendo tido envolvimento em episódios ulteriores da História de Portugal, como a fase dos Descobrimentos.
No século XV, sob o reinado de D. Afonso V (1438-1481), a Vila foi elevada a ducado, tendo como 1° duque de Beja o seu irmão, o infante D. Fernando e, posteriormente, o rei D. Manuel I (1495-1521). No reinado deste último soberano, têm lugar grandes obras de beneficiação das defesas da vila, que seria, entretanto, elevada a cidade em 1517.

### Da Guerra da Restauração aos nossos dias
Até ao século XVII, o Castelo de Beja foi alvo de diversas ampliações e modernizações, particularmente no contexto da Guerra da Restauração da independência portuguesa, quando foi reforçado por baluartes conforme projeto do engenheiro-militar e arquitecto francês Nicolau de Langres, aprovado pelo engenheiro e cosmógrafo-mor do reino, Luís Serrão Pimentel, e pelo general Agostinho de Andrade Freire (1644). No período de 1669 a 1679 as obras foram dirigidas pelos engenheiros João Coutinho, Diogo de Brito de Castanheira e Manuel Almeida Falcão, porém nunca chegaram a ser concluídas.
Cerca de um século mais tarde, parte das suas muralhas foi demolida e a sua pedra reutilizada na construção da nova igreja do, hoje extinto, Colégio dos Jesuítas, para sede do Paço Episcopal (1790).
No início do século XIX, com a eclosão da Guerra Peninsular, a cidade de Beja opôs séria resistência às tropas invasoras de Napoleão. Como resultado, as forças sob o comando do general Jean-Andoche Junot, mataram cerca de 1.200 pessoas na região (1808).

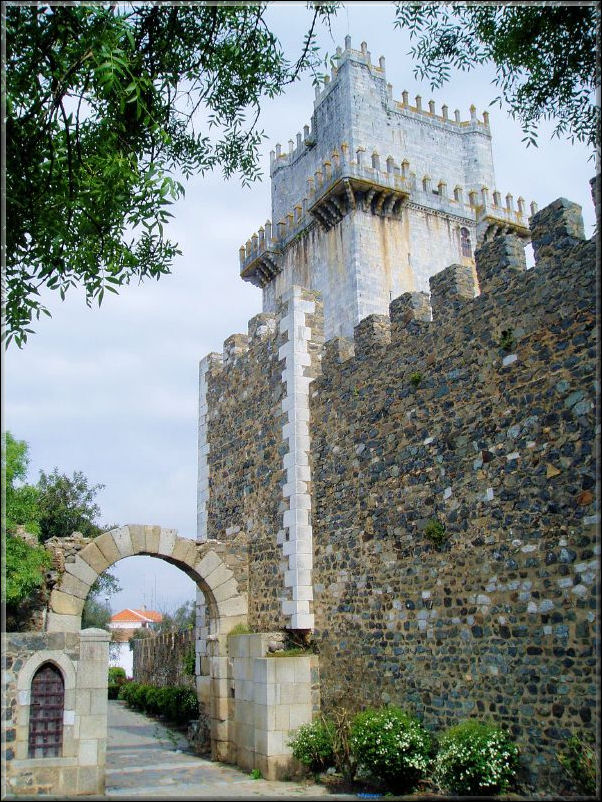
Castelo de Beja. Junto à muralha vê-se o arco romano de Beja.

Poucos anos mais tarde, subsistindo a maior parte das obras seiscentistas, as Guerras Liberais fizeram novas vítimas entre a população. Ainda no século XIX, uma catástrofe arrasou parte do perímetro defensivo do castelo, havendo notícia da reconstrução, em 1867, da chamada Porta de Moura e da demolição, em 1893, da Porta Nova de Évora.
No século XX, a partir de 1938 inicia-se a intervenção por parte da Direção-Geral dos Edifícios e Monumentos Nacionais (DGEMN), com a desobstrução e consolidação das portas de Évora e a reconstrução da cobertura da alcáçova. Duas décadas mais tarde, iniciam-se as campanhas de consolidação dos troços das muralhas (1958, 1959-1962, 1969, 1970-1973, 1980, 1981 e 1982) e de recuperação da Torre de menagem (1965, 1969, 1981).
Em 13 de novembro de 2014, parte das ameias da varanda da torre de menagem do castelo caíram para o interior das muralhas, causando danos no varandim inferior e na porta de acesso à escadaria da torre. Em 2016, após obras de reparação, a torre de menagem foi reaberta ao público, possibilitando uma fantástica vista sobre a cidade e a planície alentejana em redor da cidade.
Em 1 de Setembro de 2019 foi reaberto o Museu Jorge Vieira – Casa das Artes, um espaço de arte contemporânea dedicado ao escultor Jorge Vieira, após a sua transferência provisória para a Casa do Governador, no interior do castelo. Posteriormente esteve temporariamente encerrado para a remodelação do conteúdo expositivo, tendo sido reaberto ao público em Maio de 2025, com um acervo reforçado com mais onze obras do artista.

## Características
Numa combinação de estilos românico, gótico, manuelino, medieval e maneirista, o monumento apresenta planta no formato pentagonal. Sem talude, a muralha, coroada por merlões prismáticos, possui adarve envolvente, estando flanqueada originalmente por quarenta torres (entre as quais a de menagem), rasgada por sete portas e dois postigos, e circundada por barbacãs.
A robusta Torre de menagem, em estilo gótico, é considerada como um dos mais belos exemplos da arquitectura militar da Idade Média em Portugal. Elevando-se a quarenta metros de altura (a mais alta do país), é constituída por três pavimentos. A torre apresenta balcões angulares sobre matacães, unidos por varandins defendidos por ameias piramidais. É rasgada por portas ogivais e janelas geminadas, em arco de ferradura. As salas em seu interior, ricamente decoradas, apresentam tetos em abóbada em cruzaria de ogivas.
A porta principal do castelo abre-se em arco ogival e acede à praça de armas, sendo que, das primitivas portas, restam ainda duas de origem românica: a Porta de Évora, contígua ao castelo; e o arco das Portas de Avis. A Porta de Moura é defendida por dois torreões.
No interior do castelo ergue-se o edifício conhecido como Casa do Governador, cujo primeiro andar é ocupado por um museu dedicado ao artista Jorge Vieira.